# Anomala cupripes
Anomala cupripes är en skalbaggsart som beskrevs av Hope 1839. Anomala cupripes ingår i släktet Anomala och familjen Rutelidae. Inga underarter finns listade i Catalogue of Life.